# Demons/Horses
Albums de Voodoo Child
Move - The EP
(1993) Everything is Wrong
(1995)
Demons/Horses est un EP de l'artiste électronique américain Voodoo Child (second pseudonyme de Moby) sortie en 1994 sur NovaMute, une filiale de Mute. C'est la seconde publication de Moby sous le pseudonyme Voodoo Child après le single Voodoo Child.

## Composition
Demons/Horses est un album entièrement écrit, produit et mixé par Voodoo Child. L'album se compose de deux morceaux techno longs de 20 minutes chacun. Cet album est assez inhabituel dans la discographie de Moby car le premier morceau se caractérise plutôt trance techno (Demons) et le second morceau se caractérise par un très dur acid techno.

## Liste des morceaux

### CD et 12"
| 1. | Demons | 20:16 |
| 2. | Horses | 21:09 |